# Reketó
Reketó (románul Măguri-Răcătău) falu Romániában, Kolozs megyében, az azonos nevű község központja.  Egyike annak a 14 településnek, amelyek a megyében  GMO-mentes régiót alakítottak.

## Története
Reketó (Măguri-Răcătău) korábban Szamosfő (Măguri) része volt. Hideghavas (Muntele Rece) és Havasnagyfalu (com. Mărişel) egy része is idekerült.
1956-ban 600 lakosa volt. 1966-ban 1451 lakosából 1422 román, 28 magyar, 1 német volt.
1977-ben 1044 lakosából 1042 román, 2 magyar, 1992-ben 889 román, a 2002-es népszámláláskor pedig 859 lakosából 857 román, 1 magyar és 1 ukrán volt.

## Lakossága
1850-ben 910 lakosából 897 román volt, 1992-ben pedig a 2657 lakos 100%-a volt román.